# 飛騰
飛騰 (ひとう、中：飞腾、fēiténg、英：FeiTeng)は、中国の国防科技大学（NUDT）が開発しているDSPおよびCPUの名称。

## 概要
飛騰プロセッサは、中国国防科技大学（NUDT）の邢座程（Xing Zuocheng）教授が開発しているプロセッサである。中国電子信息産業集団（中：中国电子信息产业集团、英：China Electronics Corporation）の傘下である飛騰信息技術（中：天津飞腾信息技术有限公司、英：Phytium Technology）が商用版の販売を行っており、中国のスーパーコンピューターや商用サーバーなどに搭載されている。
銀河飛騰(中：银河飞騰、英：YinHeFeiTeng、YHFT、Galaxy FT)ともいう。「銀河」とは国防科技大学が開発を行っているサーバーやスパコンなどに使われる名称で、1983年にリリースされた中国初のスパコン「銀河」(中：银河、英：Galaxy）から継承している。
2004年に公開された飛騰の第1世代はIntel Itanium 2のバイナリ互換であった。飛騰の第2世代の飛騰64は、CPUと64-bitストリーム・プロセッサとのSoCであり、飛騰64チップはスパコンの銀河シリーズのハードウェア・アクセラレータとして使われた。
現行の飛騰プロセッサは、飛騰ファミリーの第三世代CPUで、飛騰-1000（中：飞腾-1000、英：FT-1000、FeiTeng-1000）から始まる一連のシリーズである。「銀河飛騰」プロセッサは、「银河玉衡」コアルータとともに銀河シリーズの中核をなす。

## 飛騰-1000
飛騰-1000は65nmテクノロジで製造され、3億5千万ゲートで構成される。周波数は0.8–1GHz。SPARCv9と命令セットレベルで互換である。
各チップは8コア、64スレッドを実行可能。コヒーレントリンクのために3チャネルのハイパートランスポートを持ち、DDR3メモリコントローラーを4つ、PCIe 2.0を8つ持つ。

天河一号は2,048基の飛騰-1000プロセッサを搭載している。天河一号Aは理論性能4.701ペタフロップスで、7,168基のNvidia Tesla M2050 GPUと14,336基のIntel Xeon X5670 CPUに飛騰-1000が接続されている。飛騰-1000は8コアのSPARCシステムで、天河1号のサービスノードを制御するために使われている
European High Performance Computing serviceへの2012年の報告によると、飛騰-1000はOpenSPARCプロジェクトの成果を利用しているという。

## 銀河飛騰-1500
OpenSPARCアーキテクチャ、16コア、65W TDP。40nmテクノロジで製造され、周波数は1.8GHz。ピーク性能は115–144 GFLOPS、各コアは8本のインターリーブなスレッドを実行することが出来、融合積和演算(Fused Mul-Add 、FMA)を含む256-bitワイドSIMDベクタ命令をサポートする。このSoCのキャッシュは周波数2GHzで動作し、各コア当たり16 KB L1i、16 KB L1d、512 KB L2、のキャッシュを持ち、全コアで4 MB L3キャッシュをシェアする。L3キャッシュは4セグメントを持ち(4CPUコアを1つのブロックとして、各ブロックごとに1セグメント)、1MBごとに32ウェイのアソシアティブを持つ。キャッシュはディレクトリ型キャッシュコヒーレンスプロトコルを持つ。銀河飛騰-1500はまた、以下の要素も持つ。
- Links to connect several processors into NUMA machine
- 4 integrated DDR3 memory controllers
- 2 PCI-express controllers
- 10 Gbit Ethernet ports

天河二号は銀河飛騰-1500を4096基搭載している。

## 銀河飛騰-1500A
銀河飛騰-1500Aは飛騰信息技術によって設計されたARM64 SoCである。16コアのARMv8プロセッサで、32レーンのPCIeホスト、2 GMAC オンチップイーサネットコントローラとGICv3 割り込みコントローラ（ITSサポート有り）を持つ。
サーバ市場向けに特化しており、銀河飛騰-1500との関連性はあまりない。

## 銀河飛騰-2000
飛騰2000(FT-2000)は天河三号のプロトタイプ機に搭載されて2017年に公開された。ARMファミリーであり、単コア性能ではIntel社の製品に劣るが、メニーコア性能で見た場合はIntelのサーバー向け製品であるCPU E5と同等であるという。
天河2号は、国防科大によってIntel Xeon Phiアクセラレータが飛騰2000アクセラレータに置き換えられ、天河2号Aにバージョンアップされた。天河三号の性能は神威太湖之光の8倍になるという。
銀河飛騰-2000 PlusはTSMCの16nmプロセスで製造され、2.0GHz-2.4GHzで動作し、DDR4コントローラを内蔵している。
銀河飛騰-2000 Plusを2GHz周波数で動作させた実測テストによると、GCC4.8コンパイラを使用したSPEC2006ベンチマークのスコアは
- SPECint_rate2006 : 570ポイント
- SPECfp_rate2006 : 482ポイント

とのことで、これはIntel Xeon E5-2695 v3 の性能に相当する。ただし、単コア性能ではSPECint_base2006のスコアは14ポイントであり、Xeonの25ポイントに劣っている。
銀河飛騰-2000 Plusプロセッサはいくつかの商用サーバーに採用されている。

## 参照
1. 1 2  Patrick Thibodeau (2010年11月4日). “U.S. says China building 'entirely indigenous' supercomputer”.   Computerworld. 2016年6月17日閲覧。
2. ↑  “HKUST - Department of Electronic & Computer Engineering”. Ee.ust.hk (2011年10月20日). 2016年6月17日閲覧。
3. ↑  “HKUST - Department of Electronic &  Computer Engineering”. ust.hk. 2016年6月17日閲覧。
4. ↑  “China introduces homegrown Feiteng CPU server - People's Daily Online”. English.people.com.cn (2011年3月25日). 2016年6月17日閲覧。
5. 1 2 3  The TianHe-1A Supercomputer: Its Hardware and Software by Xue-Jun Yang, Xiang-Ke Liao, et al in the Journal of Computer Science and Technology, Volume 26, Number 3, May 2011, pp. 344-351 “Archived copy”. 2011年6月21日時点のオリジナルよりアーカイブ。2012年2月8日閲覧。
6. ↑  “Top100爆冷门 天河一号力压星云再夺魁-IT168 服务器专区”. Server.it168.com (2010年10月28日). 2016年6月17日閲覧。
7. ↑  “China builds world's fastest supercomputer”. ZDNet UK. (2010年10月29日)
8. ↑  “INFRA-2010-2.3.1 – First Implementation Phase of the European High Performance Computing (HPC) service PRACE” (PDF). Prace-project.eu. 2016年6月17日閲覧。
9. ↑  Dongarra, Jack (3 June 2013). "Visit to the National University for Defense Technology Changsha, China" (PDF). Netlib. （英語） page 9
10. ↑  MilkyWay-2 supercomputer: system and application. Xiangke LIAO, Liquan XIAO, Canqun YANG, Yutong LU. Front. Comput. Sci., 2014, 8(3): 345–356 DOI:10.1007/s11704-014-3501-3 (September 6, 2013)
11. ↑  “'[PATCH 0/3 Add support for Phytium FT-1500A SoC' - MARC]”. marc.info. 2016年6月17日閲覧。